# Våldets väg västerut
Våldets väg västerut, originaltitel The Way West, är en amerikansk westernfilm från 1967 i regi av Andrew V. McLaglen, med Kirk Douglas, Robert Mitchum, Richard Widmark och Lola Albright i rollerna. Filmen bygger på romanen The Way West av A.B. Guthrie Jr.

## Handling
Senator William Tadlock (Kirk Douglas) lämnar 1843 sitt hem i Missouri och ger sig västerut längs Oregan Trail i en vagnskaravan. Hans son och slav följer med, med Dick Summers (Robert Mitchum) som inhyrd guide. Med på expeditionen finns även bonden Lije Evans (Richard Widmark), hans hustru Rebecca (Lola Albright) och deras son Brownie (Michael McGreevey). Tadlocks ledarskap blir allt mer ifrågasatt under strapatserna och till slut får Lije nog och tar kontroll över karavanen.

## Produktion
Det var en väldigt tuff inspelning. Allt spelades in på plats med en månad i Eugene, Oregon och två månader i Bend. Floder korsades och vagnar hissades upp för klippor. Regissören McLaglen som vid den här tiden var en veteran i genren såg till att allt flöt på enligt tidsschemat.
Filmen fick blandad kritik och gick med förlust.